# Windows Nashville
Nashville (wcześniej Cleveland), popularnie nazywany Windows 96 przez ówczesną prasę – nazwa kodowa anulowanego wydania systemu operacyjnego Microsoft Windows, który miał ukazać się w 1996 roku, pomiędzy „Chicago” (Windows 95) a „Memphis” (Windows 98, którego premierę planowano ówcześnie na 1996 rok, później na 1997). Nashville miało być drugorzędnym wydaniem skupiającym się na bardziej ścisłej integracji Windowsa z przeglądarką Internet Explorer, celem lepszego konkurowania z Netscape Navigator.
Zdaniem Microsoftu Nashville miało dodać elementy integracji z Internetem do pulpitu systemów Windows 95 i NT 4.0, bazując na nowych funkcjach Internet Explorer 3.0 (przeznaczonego do wydania na kilka miesięcy przed Nashville). Do nagłaśnianych funkcji należą połączenie menedżera plików z przeglądarką internetową, możliwość swobodnego otwierania dokumentów Microsoft Office wewnątrz Internet Explorera za pomocą technologii ActiveX oraz umieszczanie dynamicznych stron internetowych bezpośrednio na pulpicie w miejscu statycznych tapet.
Kompilacja systemu, która uległa wyciekowi miała numer wersji 4.10.999 (w porównaniu z kompilacją 4.00.950 Windows 95, 4.00.1111 Windows 95 OSR2, 4.10.1998 Windows 98, 4.10.2222 A Windows 98 Wydanie drugie oraz 4.90.3000 Windows Me). Projekt został ostatecznie zaniechany jako pełne wydanie systemu Windows, w zamian wydano Windows 95 OSR2 jako wersję przejściową. Nazwa kodowa „Nashville” została użyta ponownie dla Windows Desktop Update rozpowszechnianego z Internet Explorer 4 i dostarczającego większość funkcji, które miały znaleźć się w Nashville. Aplikacja Athena PIM została wydana razem z Internet Explorer 3 w 1996 roku jako Microsoft Internet Mail and News, której nazwa w 1997 r. uległa zmianie na Outlook Express, rozpowszechniane razem z Internet Explorer 4.